# Oenochroma cycnoptera
Oenochroma cycnoptera är en fjärilsart som beskrevs av Oswald Beltram Lower 1895. Oenochroma cycnoptera ingår i släktet Oenochroma och familjen mätare. Inga underarter finns listade i Catalogue of Life.